# De Heen
De Heen est un village situé dans la commune néerlandaise de Steenbergen, dans la province du Brabant-Septentrional. Le 1er janvier 2007, le village comptait 440 habitants.